# Saint-Pierre-Avez

Saint-Maurice-en-Valgodemard este o comună în departamentul Hautes-Alpes, Franța. În 1 ianuarie 2022 avea o populație de 33 de locuitori.